# Prudemanche
Prudemanche est une commune française située dans le département d'Eure-et-Loir en région Centre-Val de Loire.

## Géographie

### Situation
Le territoire de la commune s'étend sur deux paysages très différents :
- au nord, limité par le cours de la Meuvette, un paysage très boisé, au sol caillouteux, au travers duquel les eaux de ruissellement ont creusé quelques vallons pour atteindre la rivière,
- au sud, un paysage très ouvert faisant partie du plateau de Laons dont les premières parcelles furent défrichées quelques millénaires avant notre ère, par les paysans de l'époque néolithique dont on a conservé les monuments funéraires mégalithiques au bois des Vallées et près de Badinville, hameau de la commune limitrophe Dampierre-sur-Avre. Ici et là, les haches, en silex taillé et poli, avec lesquelles ces paysans défrichèrent la région ont été retrouvées en assez grand nombre.

Situation géographique
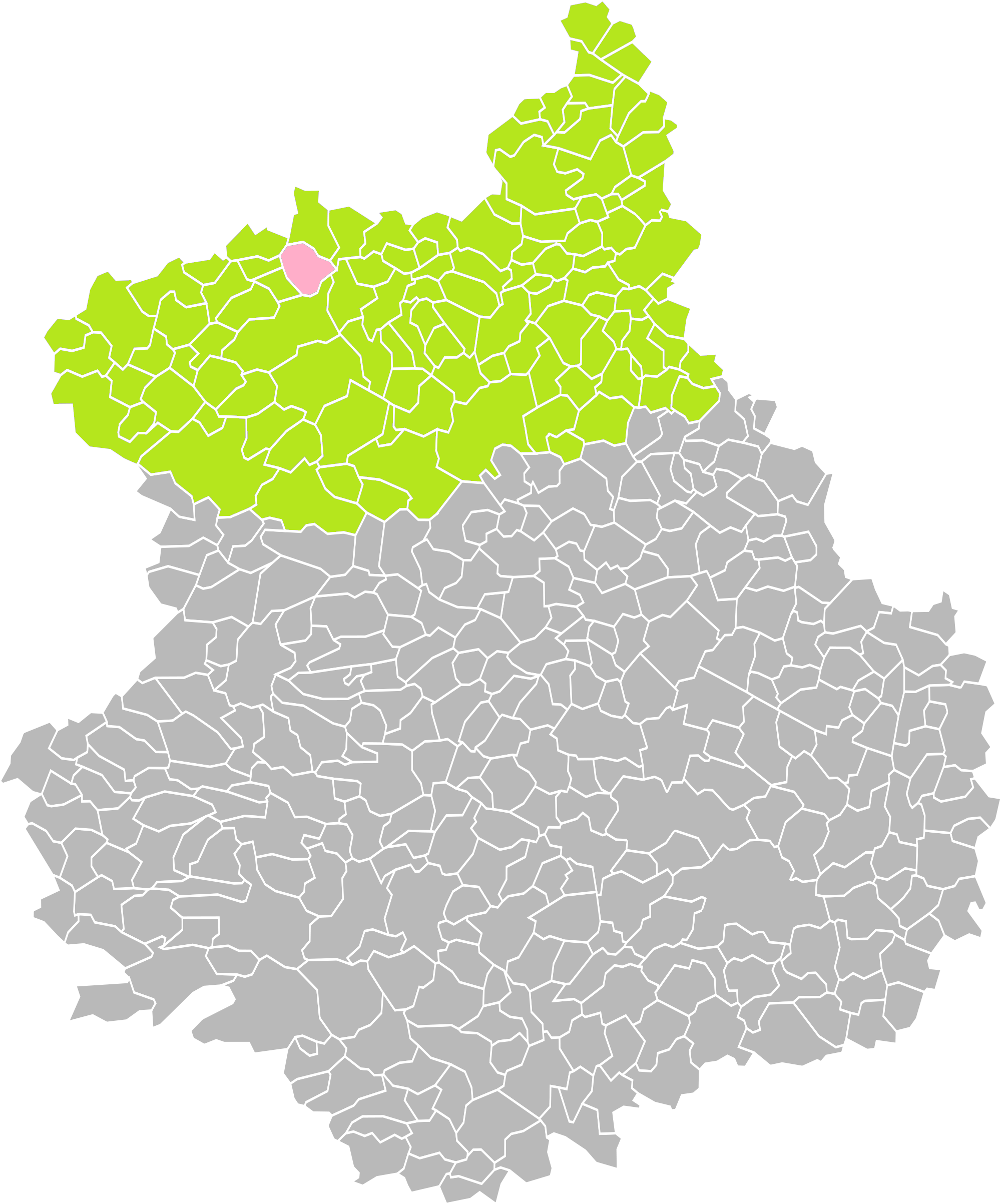
Prudemanche dans son arrondissement.
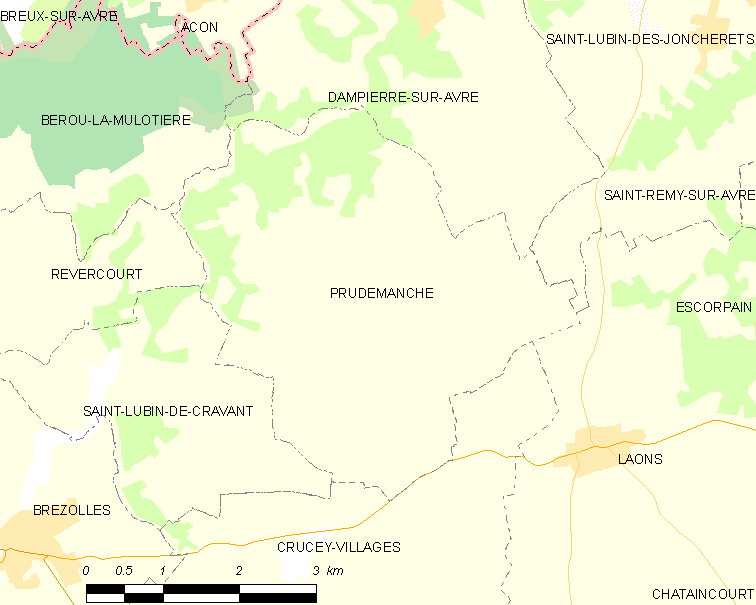
Carte de la commune de Prudemanche.

### Communes limitrophes
| Bérou-la-Mulotière     | Dampierre-sur-Avre | Saint-Lubin-des-Joncherets |
| Revercourt             | Prudemanche        | Laons                      |
| Saint-Lubin-de-Cravant |                    | Crucey-Villages            |

### Lieux-dits et écarts
La commune comprend notamment les hameaux suivants :
- La Métairie ;
- Marigny ;
- La Bouverie.
- Bois Fautray

### Hydrographie
- La commune est bordée au nord par la Meuvette, affluent en rive droite de l'Avre, sous-affluent du fleuve la Seine par l'Eure[1].
- La commune est également traversée au nord par l'Aqueduc de l'Avre.

### Climat
Pour des articles plus généraux, voir Climat du Centre-Val de Loire et Climat d'Eure-et-Loir.
En 2010, le climat de la commune est de type climat océanique dégradé des plaines du Centre et du Nord, selon une étude du CNRS s'appuyant sur une série de données couvrant la période 1971-2000. En 2020, Météo-France publie une typologie des climats de la France métropolitaine dans laquelle la commune est dans une zone de transition entre le climat océanique et le climat océanique altéré et est dans la région climatique  Sud-ouest du bassin Parisien, caractérisée par une faible pluviométrie, notamment au printemps (120 à 150 mm) et un hiver froid (3,5 °C). 
Pour la période 1971-2000, la température annuelle moyenne est de 10,3 °C, avec une amplitude thermique annuelle de 14,3 °C. Le cumul annuel moyen de précipitations est de 637 mm, avec 10,7 jours de précipitations en janvier et 7,9 jours en juillet. Pour la période 1991-2020, la température moyenne annuelle observée sur la station météorologique de Météo-France la plus proche, sur la commune de Laons à 3 km à vol d'oiseau, est de 11,1 °C et le cumul annuel moyen de précipitations est de 561,4 mm,. Pour l'avenir, les paramètres climatiques de la commune estimés pour 2050 selon différents scénarios d'émission de gaz à effet de serre sont consultables sur un site dédié publié par Météo-France en novembre 2022.

## Urbanisme

### Typologie
Au 1er janvier 2024, Prudemanche est catégorisée commune rurale à habitat très dispersé, selon la nouvelle grille communale de densité à 7 niveaux définie par l'Insee en 2022.
Elle est située hors unité urbaine et hors attraction des villes,.

### Occupation des sols
L'occupation des sols de la commune, telle qu'elle ressort de la base de données européenne d’occupation biophysique des sols Corine Land Cover (CLC), est marquée par l'importance des territoires agricoles (82,4 % en 2018), en diminution par rapport à 1990 (85,1 %). La répartition détaillée en 2018 est la suivante : 
terres arables (82,4 %), forêts (15 %), mines, décharges et chantiers (2,7 %). L'évolution de l’occupation des sols de la commune et de ses infrastructures peut être observée sur les différentes représentations cartographiques du territoire : la carte de Cassini (XVIIIe siècle), la carte d'état-major (1820-1866) et les cartes ou photos aériennes de l'IGN pour la période actuelle (1950 à aujourd'hui).

### Risques majeurs
Le territoire de la commune de Prudemanche est vulnérable à différents aléas naturels : météorologiques (tempête, orage, neige, grand froid, canicule ou sécheresse), inondations, mouvements de terrains et séisme (sismicité très faible). Il est également exposé à un risque technologique, le transport de matières dangereuses. Un site publié par le BRGM permet d'évaluer simplement et rapidement les risques d'un bien localisé soit par son adresse soit par le numéro de sa parcelle.

#### Risques naturels
Certaines parties du territoire communal sont susceptibles d’être affectées par le risque d’inondation par débordement de cours d'eau, notamment le Meuvette et l'Aqueduc de l'Avre. La commune a été reconnue en état de catastrophe naturelle au titre des dommages causés par les inondations et coulées de boue survenues en 1999,.

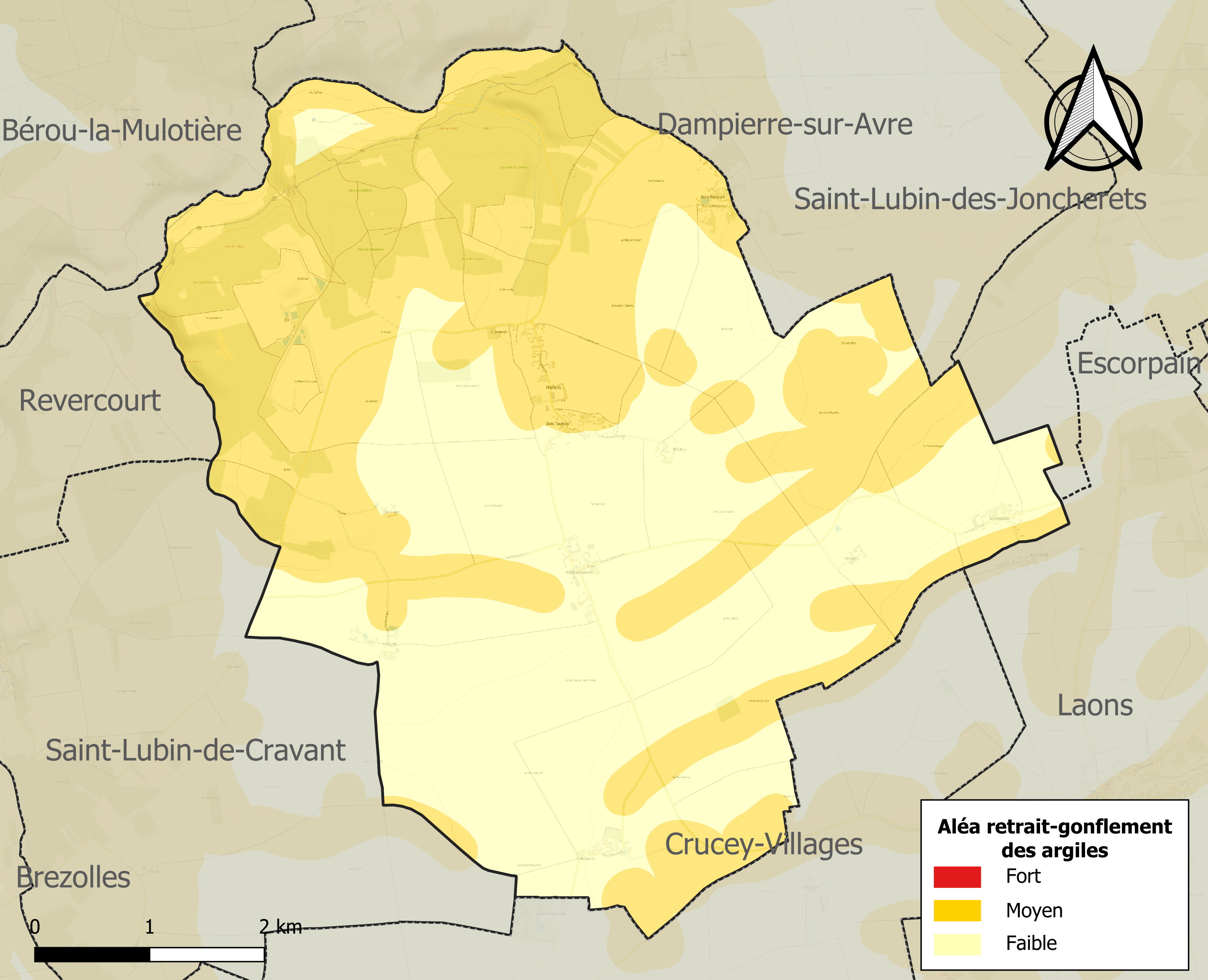
Carte des zones d'aléa retrait-gonflement des sols argileux de Prudemanche.

Les mouvements de terrains susceptibles de se produire sur la commune sont des mouvements de sols liés à la présence d'argile, des affaissements et effondrements liés aux cavités souterraines (hors mines) et des effondrements généralisés. L'inventaire national des cavités souterraines permet de localiser celles situées sur la commune.
Le retrait-gonflement des sols argileux est susceptible d'engendrer des dommages importants aux bâtiments en cas d’alternance de périodes de sécheresse et de pluie. 53,6 % de la superficie communale est en aléa moyen ou fort (52,8 % au niveau départemental et 48,5 % au niveau national). Sur les 108 bâtiments dénombrés sur la commune en 2019, 61 sont en aléa moyen ou fort, soit 56 %, à comparer aux 70 % au niveau départemental et 54 % au niveau national. Une cartographie de l'exposition du territoire national au retrait gonflement des sols argileux est disponible sur le site du BRGM,.
Concernant les mouvements de terrains, la commune a été reconnue en état de catastrophe naturelle au titre des dommages causés par la sécheresse en 2003 et par des mouvements de terrain en 1999.

#### Risques technologiques
Le risque de transport de matières dangereuses sur la commune est lié à sa traversée par des infrastructures routières ou ferroviaires importantes ou la présence d'une canalisation de transport d'hydrocarbures. Un accident se produisant sur de telles infrastructures est en effet susceptible d’avoir des effets graves au bâti ou aux personnes jusqu’à 350 m, selon la nature du matériau transporté. Des dispositions d’urbanisme peuvent être préconisées en conséquence.

## Toponymie
Le nom de la localité est attesté sous les formes Predemanche vers 1272, Pratum Dominicum en 1351.
Vers le XIIe siècle, un noble chevalier qui faisait partie de la milice de Hugues seigneur du Thimerais, donna à l'abbaye de Coulombs une terre, proche de Marigny, dénommée pratum dominicum, du bas latin pratum « pré » et de l'adjectif dominicum « du seigneur », « la prairie du Seigneur » ; par altération, au fil des années, ce nom aurait donné Prudemanche.

## Histoire
Depuis l'époque préhistorique, le sol a été exploité sans relâche. Des traces d'enclos agraires, près de la ferme de La Loge, des déchets de la métallurgie du fer près de La Bouverie, des poteries gallo-romaines complètes trouvées aux Terres Rouges (sépultures ?), et des pièces de monnaie romaines au Pérou, à l'effigie de l'empereur Vespasien (69-79) attestent d'activités d'une communauté humaine locale aux époques gauloise et gallo-romaine.
En 1184, la terre de Marigny est possédée, en commun, par les moines de Coulombs et les lépreux de Beaulieu de Chartres.
Au XIIe siècle, le domaine de Marigny est une seigneurie, et plusieurs pièces aux archives départementales d'Eure-et-Loir, font mention des seigneurs de Marigny.
En 1189, Guillaume de Marigny est cité comme témoin dans une charte au prieuré de Brezolles.
L'abbaye de Coulombs y installa sans doute un prieuré avec une chapelle. Ce centre devait devenir la paroisse de la communauté constituée par tous ceux et celles qui travaillaient dans cette campagne. Au fil des siècles, sans doute sous l'influence de Coulombs, se rattachèrent à cette communauté tous les hameaux des environs pour constituer la paroisse que nous connaissons aujourd'hui.
En 1298, Pierre de Marigny devient le neuvième abbé de l'abbaye de Saint-Vincent-aux-Bois à Saint-Maixme-Hauterive, près de Châteauneuf-en-Thymerais.
En 1317, Louis de France, comte d'Évreux, fils du roi Philippe le Hardi donne à Philippe le Long, la terre de Marigny que lui avait remis Louis X le Hutin.
En 1350, Marigny appartient à la famille de Fayel, originaire du Vermandois et du Beauvaisis. Celle-ci la reçoit en compensation des dommages subis sous l'occupation anglaise pendant les règnes de Charles VI et de Charles VII, le domaine de la Perruche situé à gauche de la route de Brezolles à Saint-Rémy-sur-Avre, en face de Marigny ; (il n'en reste plus aucun bâtiment aujourd'hui) mais relevait féodalement de La Ferté-Vidame.
En 1669, Henri de Fayel, seigneur de Marigny et de la Perruche fut tué en l'église de Blévy en participant à un duel ; voici en quelle occasion :

« Le dimanche 20 octobre 1669, Charles de Paris, écuyer, sieur de la Noue et Guillaume de Colas, sieur de Baronval, étaient en contestation pour les droits honorifiques. Ils avaient plusieurs fois insulté et même frappé le curé de Blévy en fonction. II s'agissait de savoir qui des deux gentilshommes devait avoir l'eau bénite et le pain bénit. N'ayant pu s'accorder, chacun des prétendants réunit dans l'église de Blévy, plusieurs de ses amis, armés d'épées, de pistolets et de fusils. On commença par se menacer de part et d'autre, et bientôt on en vint aux voies de fait. On se battit avec acharnement dans l'église, ce qui fit sortir les habitants en foule. Plusieurs coups de fusils et de pistolets furent tirés, dont le sieur de Baronval fut tué sur la place par le chevalier de Saint-Arnoult. Le sieur de Marigny était avec la dame de la Noue, à laquelle il donnait le bras pour la tirer de la presse, car elle était sur le point d'accoucher ; il fut blessé à mort, près de la balustrade du chœur. La Houssaye fut pareillement blessé à mort, ainsi que de la Noue, principal agresseur qui mourut huit jours après, de la suite de ses blessures. »
Seize nobles et deux de leurs valets qui avaient pris part à cette affaire, furent jugés souverainement à Chartres par une commission composée des officiers du bailliage, présidée par un maître des requêtes, intendant d'Orléans. Par jugement rendu le 16 janvier 1670, ils furent déclarés criminels de lèse-majesté divine et humaine, et dûment atteints et convaincus d'assemblées illicites, de combats prémédités, de « sacrilèges et profanations commises dans l'église de Blévy... déchus des privilèges de noblesse et déclarés ignobles et roturiers... »
Le sieur de Marigny, déclaré mort, coupable des dits crimes, fut condamné à 600 livres d'amendes... Pour sûreté du paiement de cette somme, tous les fiefs de la Perruche furent saisis. Mais la veuve de Henri de Fayel, Marguerite du Gaillardbois, femme de courage et de tête, bien appuyée d'ailleurs, parvint, en vendant une ferme de 120 arpents qu'elle possédait près de Laons, son argenterie, etc., à faire lever le séquestre et à rétablir l'intégrité du son domaine, moins la ferme de Laons ; du reste cette malheureuse affaire, qui était dans les mœurs du temps, ne nuisit en rien à la considération dont jouissait la maison de Fayel, comme on le voit par la suite. »

En 1795, Charles Philippe François de Fayel mourut sous les drapeaux et son frère Louis Paul de Fayel resta célibataire. Avec la dernière représentante de la famille : Agnès, Marie, Jacqueline de Fayel s'éteignit cette branche des de Fayel de Marigny de la Perruche.
Au cours des temps modernes, la paroisse ne connut pas vraiment d'événements marquants. À la Révolution, l'abolition des privilèges et la redistribution des terres ayant appartenu aux grands ordres religieux ne changea guère les mentalités.
Le fait qu'en 1795, Louis Charles de Fayel, seigneur de La Perruche et de Marigny prit simplement le nom de Marigny et mourut, maire de Prudemanche en 1807 est significatif de la paix qui régna au village dans cette période agitée.
Trois lieux-dits évoquent un peu ce que fut autrefois la vie des paysans de Prudemanche :
"Le vieux moulin" situé au nord de la Bouverie en un endroit élevé, bien dégagé, utilisait la force du vent pour moudre les céréales cultivées aux environs.
"La chapelle du gué" près d'un gué sur la Meuvette permettant le passage du chemin reliant le Chêne-Simon au hameau des Marnières s'élevait une chapelle dédiée à la Vierge Marie que l'on venait implorer pour obtenir la pluie dans les grandes années de sécheresse. Cette chapelle fut abandonnée avant la Révolution.
"Les Marnières" un hameau de quelques maisons situé dans la vallée de la Meuvette était habité par les marnerons qui extrayaient la marne pour fabriquer la chaux et amender les terres.
Au cours des deux grands conflits mondiaux du XXe siècle, la population connut les souffrances et les deuils comme toutes les communes de France mais aucun fait de guerre ne vint troubler la campagne.
Dans le clocher de l'église, la cloche dont de Fayel fut le parrain, continue à sonner pour les rassemblements de la communauté lors des baptêmes, des mariages et des enterrements de ceux qui ont leur racine dans ce paisible village.
Légendes au coin du feu (rapportées par E. Lefèvre en 1853)
D'après la tradition orale que je vais reproduire, aussi fidèlement que possible, dans toute sa naïveté
La Fontaine miraculeuse. - Non loin du chemin de Brezolles à Nonancourt, était une fontaine célèbre dans la localité, dite la fontaine des Bougrins, et qui ne tarit jamais. Son eau, suivant une croyance populaire, puisée avant le lever du soleil et bue de suite, à la propriété de guérir des fièvres. Voici l'origine de cette fontaine,
« Comme l'ami de Notre Seigneur (Saint-Lubin) allait d'un endroit appelé depuis Saint-Lubin-des-Joncherets, à un lieu appelé depuis aussi Saint-Lubin-de-Cravant, la mule qu'il montait ayant eu soif, frappa la terre de l'un de ses pieds et donna ainsi le jour à la fontaine, puis elle but. »
La chronique ajoute :
« À quelques pas de la fontaine, à Prudemanche, la mule mangea des bougrins (épis de blé battus) à satiété; mais étant arrivée à Saint-Lubin-de-Cravant, elle se trouva si mal de ce qu'elle avait bu et mangé à Prudemanche, qu'elle en creva. De là, le surnom de cravant qui fut donné à cette localité. »
La légende est belle, mais "cravant" vient de "crow" mot issu de la langue gauloise qui signifierait "caillou", qui a donné "cron": terre sablonneuse où l'on voit des débris de coquillage. (Dictionnaire Le Littré). Par extension: "terre de moyenne qualité chargée de cailloux".

## Politique et administration

### Liste des maires
| Période                                  | Période  | Identité           | Étiquette | Qualité     |
| ---------------------------------------- | -------- | ------------------ | --------- | ----------- |
| Les données manquantes sont à compléter. |          |                    |           |             |
| 2001                                     | 2010     | René Coolen        |           |             |
| 2010                                     | 2014     | Jean Poitevin      |           |             |
| 2014                                     | 2020     | Alain Massot       | DVD       | Agriculteur |
| 2020                                     | En cours | Christophe Besnard |           |             |

## Population et société

### Démographie
L'évolution du nombre d'habitants est connue à travers les recensements de la population effectués dans la commune depuis 1793. Pour les communes de moins de 10 000 habitants, une enquête de recensement portant sur toute la population est réalisée tous les cinq ans, les populations de référence des années intermédiaires étant quant à elles estimées par interpolation ou extrapolation. Pour la commune, le premier recensement exhaustif entrant dans le cadre du nouveau dispositif a été réalisé en 2005.

En 2022, la commune comptait 264 habitants, en évolution de +3,13 % par rapport à 2016 (Eure-et-Loir : −0,23 %, France hors Mayotte : +2,11 %).
| 1793 | 1800 | 1806 | 1821 | 1831 | 1836 | 1841 | 1846 | 1851 |
| ---- | ---- | ---- | ---- | ---- | ---- | ---- | ---- | ---- |
| 482  | 507  | 506  | 430  | 447  | 402  | 388  | 356  | 361  |

| 1856 | 1861 | 1866 | 1872 | 1876 | 1881 | 1886 | 1891 | 1896 |
| ---- | ---- | ---- | ---- | ---- | ---- | ---- | ---- | ---- |
| 343  | 323  | 303  | 282  | 287  | 291  | 286  | 280  | 260  |

| 1901 | 1906 | 1911 | 1921 | 1926 | 1931 | 1936 | 1946 | 1954 |
| ---- | ---- | ---- | ---- | ---- | ---- | ---- | ---- | ---- |
| 236  | 233  | 236  | 205  | 167  | 205  | 203  | 194  | 170  |

| 1962 | 1968 | 1975 | 1982 | 1990 | 1999 | 2005 | 2006 | 2010 |
| ---- | ---- | ---- | ---- | ---- | ---- | ---- | ---- | ---- |
| 143  | 118  | 119  | 112  | 150  | 196  | 233  | 245  | 252  |

| 2015 | 2020 | 2022 | - | - | - | - | - | - |
| ---- | ---- | ---- | - | - | - | - | - | - |
| 259  | 261  | 264  | - | - | - | - | - | - |

## Culture locale et patrimoine

### Lieux et monuments
- Le « Gros Chêne » de Prudemanche : âgé de plusieurs siècles, d'une circonférence de 6,67 m à 1,3 m du sol, il est mort en 2011, mais toujours debout en janvier 2014[26] ;
- Église Saint-Lubin ;
- Monument aux morts de la Première Guerre mondiale (1914-1918), dans l'enclos du cimetière.

Lieux et monuments de Prudemanche
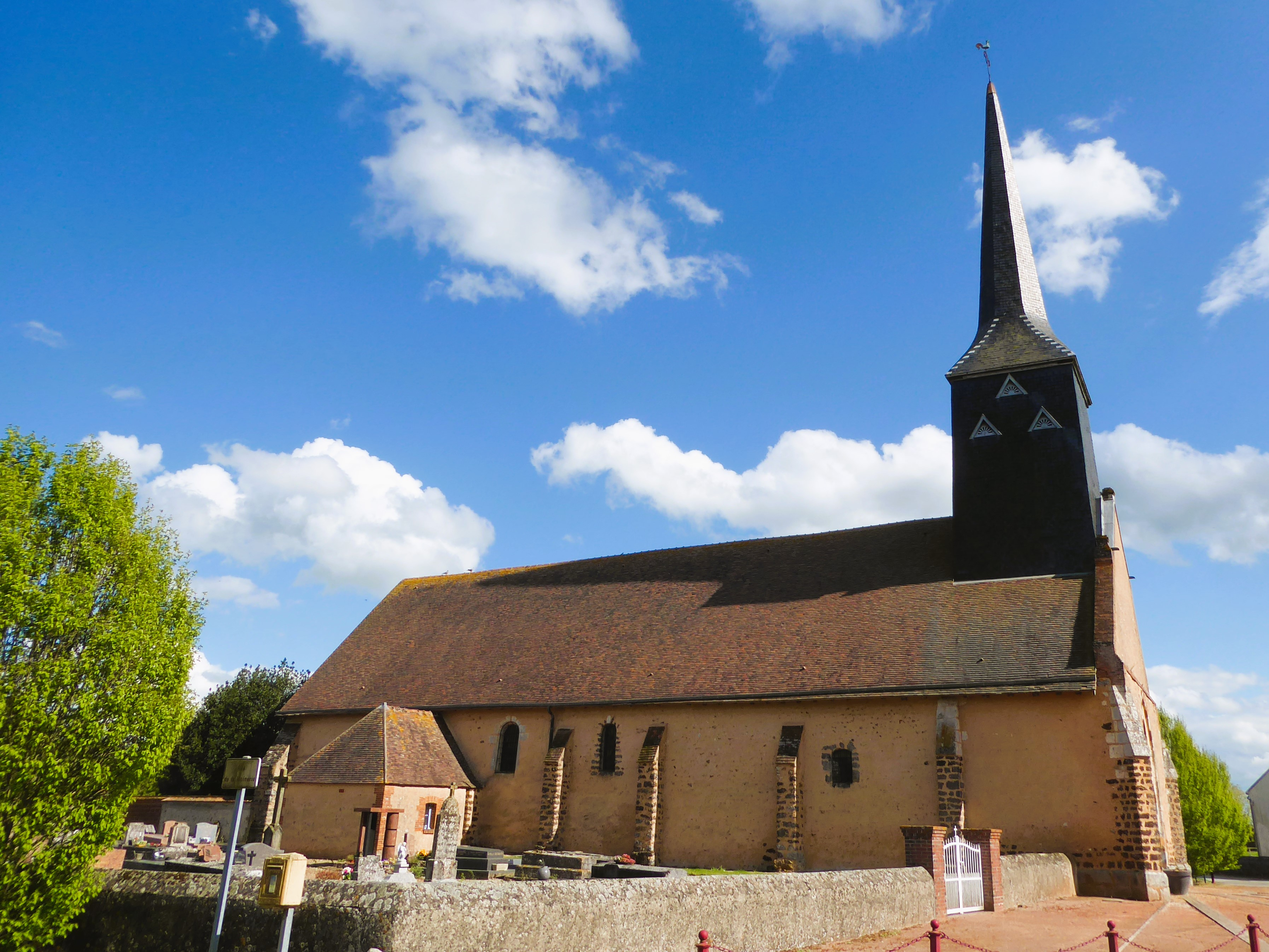
L'église Saint-Lubin.
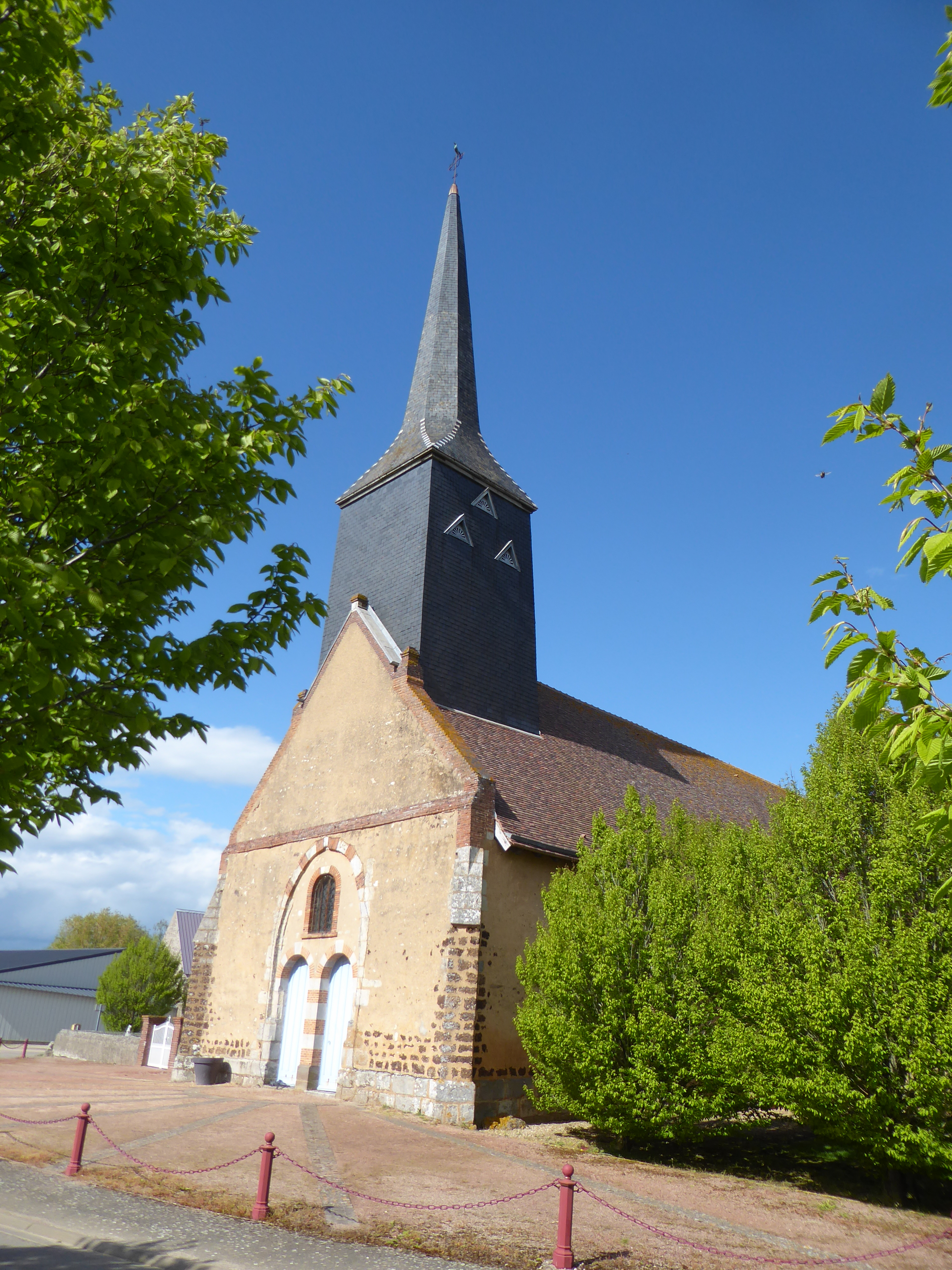
Façade ouest de l'église.
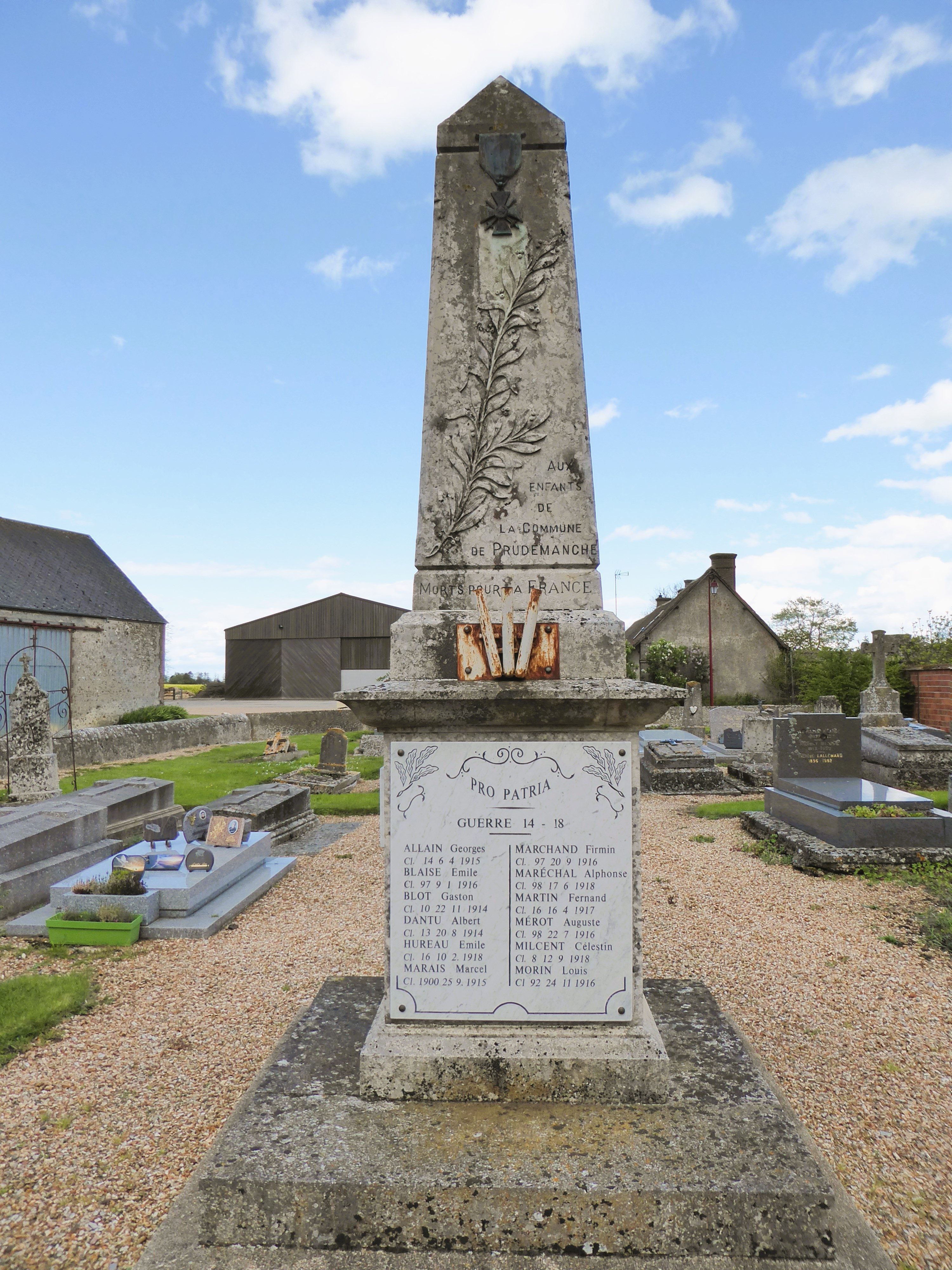
Monument aux morts.